# Triozy
Triozy, cukry trójwęglowe – grupa organicznych związków chemicznych o wzorze sumarycznym C
3H
6O
3, powszechnie występujących w przyrodzie cukrów prostych zawierających trzy atomy węgla w cząsteczkach. Stanowią substancję wyjściową do produkcji glicerolu.
Do trioz należą:

aldehyd glicerynowy
dihydroksyaceton